# Arrenga à dos brun
Myophonus castaneus
Espèce
Statut de conservation UICN

 NT  : Quasi menacé
L'Arrenga à dos brun (Myophonus castaneus) est une espèce d’oiseaux de la famille des Muscicapidae.

## Répartition
Cet oiseau est endémique de l'île de Sumatra en Indonésie.

## Systématique
Les travaux phylogéniques de Sangster et al. (2010) et Zuccon & Ericson (2010) montrent que le placement traditionnel de cette espèce dans la famille des Turdidae est erroné, et qu'elle appartient en fait à la famille des Muscicapidae.
D'après le Congrès ornithologique international, c'est une espèce monotypique.